# 约翰·帕斯昆
约翰·帕斯昆（英語：John Pasquin，1944年11月30日—）是一位美国电影、电视剧、舞台剧导演。

## 生涯
约翰·帕斯昆早年在伯洛伊特学院和卡内基梅隆大学进修。在二十世纪八十年代早期开始执导一些百老汇戏剧。后来开始制作电视剧，他导演了《亲情纽带》、《成长的烦恼》、《爱丽丝》、《纽沃特》、《罗斯安家庭生活》的其中几集。到了1991年，他首次担任制片人，制作了由提姆·艾伦主演的电视剧男人唔易做，他也负责导演了这部电视剧中的几集。他还导演了提姆·艾伦主演的电影《聖誕快樂又瘋狂》、《野蛮城市》、《大人物乔》。在2005年，他执导了电影《特工佳丽》的续作《特工佳丽2：武力巾帼》。
约翰·帕斯昆参与导演的电视剧还包括《三十而立》、《洛城法网》、《乔治·洛佩兹秀》、《弗雷迪》、《爱非偶然》、《约会规则》、《爱情守望记》。2011年，他与提姆·艾伦再度合作，导演并制作了《情景喜剧》《最后的男人》。

## 个人生活
他与女演员喬貝絲·威廉斯结婚，并育有两个孩子——威尔和尼克。他还有一个女儿——萨拉，来自他的上一段婚姻。